# Ondara (kommunhuvudort)
Ondara är en kommunhuvudort i Spanien.   Den ligger i provinsen Provincia de Alicante och regionen Valencia, i den östra delen av landet, 400 km sydost om huvudstaden Madrid. Ondara ligger 37 meter över havet och antalet invånare är 5 798.
Terrängen runt Ondara är kuperad söderut, men norrut är den platt. Havet är nära Ondara norrut.Runt Ondara är det ganska tätbefolkat, med 139 invånare per kvadratkilometer. Närmaste större samhälle är Denia, 7,8 km öster om Ondara. 